# Hilara curvipes
Hilara curvipes är en tvåvingeart som beskrevs av Siebke 1864. Hilara curvipes ingår i släktet Hilara och familjen dansflugor. Inga underarter finns listade i Catalogue of Life.